# Olivia Scott Welch
Olivia Scott Welch (Hurst (Texas), 11 februari 1998) is een Amerikaans actrice. Ze speelde in diverse films en televisieseries, waaronder Fear Street Part One: 1994, Modern Family en Agent Carter.

## Filmografie

### Film
- 2020: Shithouse, als Jess
- 2021: Fear Street Part One: 1994, als Samantha "Sam" Fraser
- 2021: Fear Street Part Two: 1978, als Samantha "Sam" Fraser
- 2021: Fear Street Part Three: 1666, als Hannah Miller / Samantha "Sam" Fraser
- 2021: The Party Slasher, als zwerver
- 2022: Godspeed, als jonge vrouw
- 2023: The Sacrifice Game, als Maisie
- 2023: Mia, Indeterminate, als Mia
- 2023: The Blue Rose, als detective Lilly
- 2024: Cheat Meal, als Ellie

### Televisie
- 2015: The Dunes Club, als Sunny
- 2015-2016: Modern Family, als Olive
- 2016: Agent Carter, als tiener Agnes Cully
- 2019: Unbelievable, als Amelia
- 2021: Panic, als Heather Nill
- 2023: Lucky Hank, als Julie Devereaux